# Jądra móżdżku
Jądra móżdżku (łac. nuclei cerebelli) – w anatomii człowieka cztery parzyste skupiska istoty szarej (jądra), znajdujące się wewnątrz móżdżku. Jądro wierzchu leży wewnątrz robaka móżdżku, pozostałe trzy jądra (zębate, czopowate i kulkowate) leżą w półkulach móżdżku.
Jądro wierzchu leży niedaleko płaszczyzny pośrodkowej robaka, wewnątrz istoty białej. Ma kształt elipsoidy. Przedni koniec znajduje się blisko komory czwartej, od której jest oddzielony pasmem istoty białej. Tylny koniec rozszczepia się na kilka węższych pasm. W wymiarze pionowym jądro osiąga 3–4 mm, w poprzecznym 5–6 mm, a w strzałkowym 9–10 mm. Ma połączenia aksonalne z jądrami przedsionkowymi i z tworem siatkowatym rdzenia przedłużonego.
Jądro kulkowate leży w półkuli móżdżku, przyśrodkowo od jądra czopowatego, bocznie od jądra wierzchu leżącego w robaku. Jądro ma nieregularne kształty, z charakterystycznymi kulistymi uwypukleniami. W wymiarze pionowym jądro kulkowate ma 5–6 mm, w strzałkowym 12–15 mm, a w poprzecznym do 3 mm. Połączenia ma biegnące konarem górnym móżdżku i pęczkami móżdżkowo-opuszkowymi.
Jądro czopowate leży bocznie od jądra kulkowatego, przyśrodkowo od jądra zębatego. Jego kształt jest porównywany do maczugi, końcem grubszym zwróconej do przodu. Wymiar strzałkowy 12–16 mm, poprzeczny w najcieńszej części 0,2–0,5 mm, w najgrubszej 3–4 mm. Połączenia aksonalne głównie biegną do konara górnego móżdżku.
Jądro zębate leży w półkuli móżdżku, bocznie od jądra czopowatego, za tylną ścianą komory czwartej. Ma kształt silnie pofałdowanego woreczka. Wymiar strzałkowy 15–20 mm, poprzeczny 8–10 mm, a wymiarze pionowym ma 8–12 mm. Istota szara jądra zębatego ma 0,3–0,5 mm grubości. Aksony biegną konarem górnym móżdżku, do jądra tego dochodzą też aksony z komórek kory móżdżku.
U innych ssaków często wyróżniane są tylko trzy jądra móżdżku. Jądro boczne odpowiada jądru zębatemu, jądro wsunięte odpowiada jądrom czopowatemu i kulkowemu, a jądro przyśrodkowe jest najbliższe jądru wierzchu.